# Josefina Mascareñas Portusach
Josefina Mascareñas i Portusach (Barcelona, 1915 - Sant Cugat del Vallès, 5 de febrer de 1978) fou una pianista i pedagoga catalana.
Nascuda al barri de Gràcia de Barcelona filla de Josep Maria Mascareñas i Josefina Portusach, coneguda com a "Finita". Va estudiar al Conservatori Municipal de Música de Barcelona. També va perfeccionar la seva tècnica amb el piano amb els mestres Blai Net i Sunyer i Frank Marshall. L'any 1936 es traslladà a viure a Sant Cugat del Vallès on fundà la primera acadèmia de música de la ciutat. On feia classes de solfeig, teoria, piano i guitarra als infants de la vila, sobretot vers la segona meitat del segle xx. També donava classes en el col·legi del Pinar, a Sant Cugat i organitzava concerts i festivals locals de música i dansa amb els seus alumnes, alguns d'ells es van celebrar al teatre de La Unió i al Casal del Metge de Barcelona. En la dècada dels 60 del segle passat va tenir com a col·laboradora a Montserrat Calduch i Triguero, la qual acabava d'arribar a la vila. També es van fer estudis de dansa a càrrec del mestre Arcadi Carbonell a la seva acadèmia. Va col·laborar en més d'una ocasió tocant l'orgue del Monestir de Sant Cugat.
Durant uns anys va estiuejar al municipi de L'Escala al qual va compondre una sardana, Tramuntana de l'Escala. Era una gran aficionada a la fotografia i va guanyar nombrosos premis.
A final dels anys 70 del segle passat, a causa de la cobertura de la riera de Vulpalleres, se li va dedicar un carrer al nou barri de Coll Favar. El 5 d'octubre de 1997 les seves exalumnes li van retre un homenatge que van incloure diverses activitats, entre les que van destacar una cantada a càrrec de la Coral del Club Muntanyenc de Sant Cugat, una exposició de fotografia retrospectiva al Conservatori Victòria dels Àngels i un concert de piano a càrrec d'Antoni Besses. El 15 de març de 2009 es va inaugurar un monòlit al carrer de la ciutat dedicat a ella.